# 大绿金刚鹦鹉
大绿金刚鹦鹉（学名：Ara ambiguus）生活在哥伦比亚、哥斯达黎加、巴拿马以及尼加拉瓜等地。成年体长85厘米。身体主要为黄绿色，与军舰金刚鹦鹉很接近，但本种颜色略浅。前额有小片红色羽毛，脸颊两侧有黑色条纹状羽毛，飞羽及尾内侧羽为橄榄黄，黑色喙，浅黄色虹膜。野外状态下，主要活动在森林低地、季节性干燥的地区，喜群居。食物包括水果、坚果、浆果、种子及植物嫩芽。
繁殖期在每年的1至4月，每次产卵1-3枚，孵化期26天，羽化期12周。